# Impactos da pandemia de COVID-19 na Igreja Católica

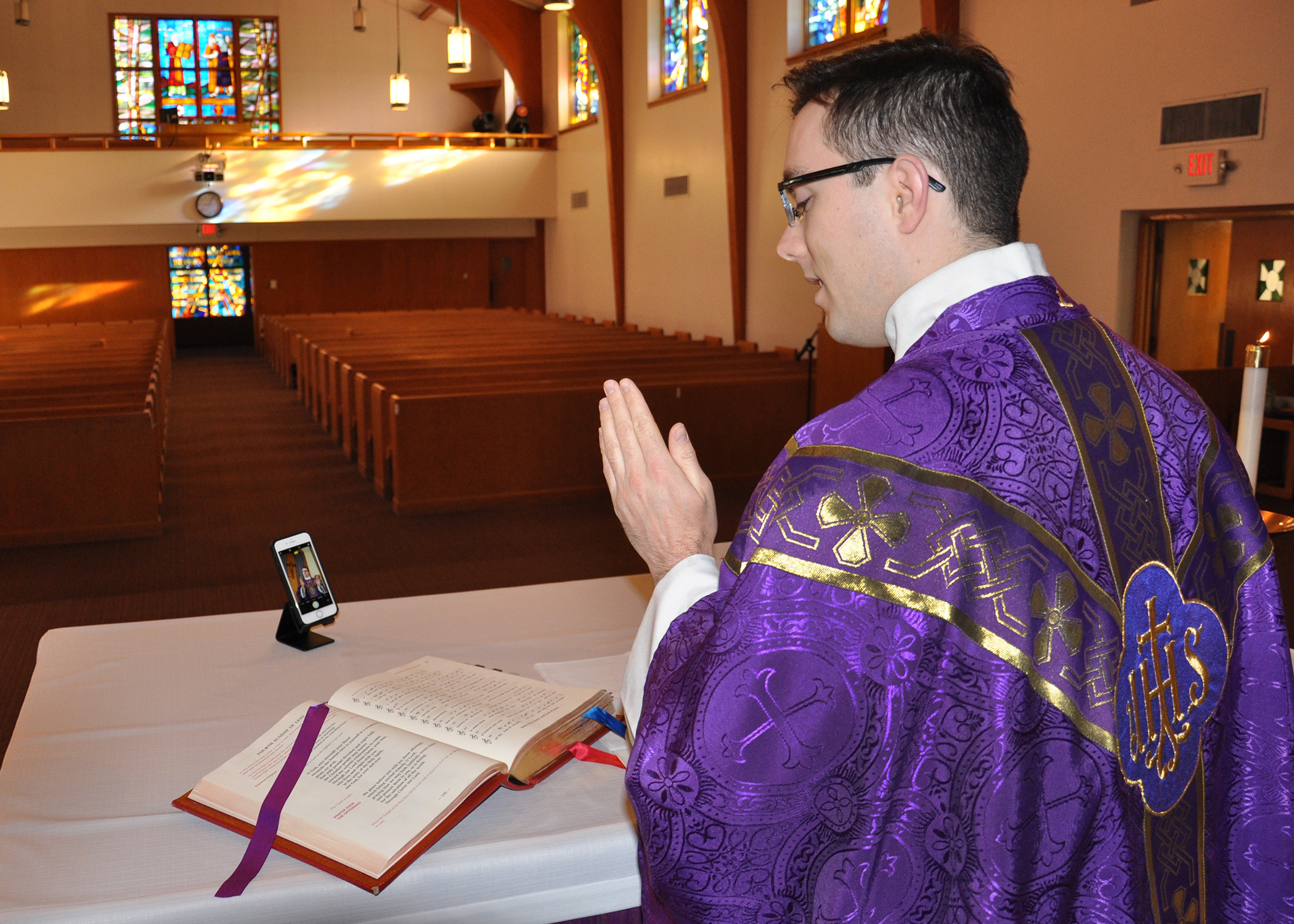
Capelão militar americano celebrando e transmitindo uma Missa por live streaming em redes sociais em uma capela vazia na Offutt AFB em março de 2020.

A pandemia de COVID-19 teve grande impacto em todo o mundo, e também na rotina das celebrações da Igreja Católica no mundo todo. A Fundação Pontíficia Ajuda à Igreja Que Sofre (ACN) afirmou que a pandemia não se tornou "apenas um problema médico, social e econômico, mas também um problema pastoral", e passou a incentivar um programa especial para ações de sacerdotes e religiosos.
No mundo todo, muitas igrejas suspenderam a presença dos fiéis em suas missas, e tiveram de recorrer a serviços virtuais de transmissão das celebrações, como via live streaming ou outros meios, com televisão e rádio. O Vaticano anunciou que as celebrações da Semana Santa em Roma, que ocorrem ao fim do período penitencial cristão da Quaresma, seriam canceladas. A Diocese de Roma fechou suas igrejas e capelas, a Praça de São Pedro ficou vazia de fiéis, enquanto outras dioceses, como a Arquidiocese de Nova Iorque, embora tenha cancelado as missas, deixou suas igrejas abertas para oração. Na Espanha, muitas cidades cancelaram suas festividades da Semana Santa (celebrada entre 5 e 11 de abril). Esse evento costuma ser celebrado com desfiles e arrecadações significativas com turismo; em Sevilha, foi a primeira vez que os eventos foram cancelados desde 1933. Devido à interrupção de diversas atividades religiosas católicas (se não sua totalidade), o Papa Francisco incentivou muito a oração do santo terço. Após um pedido de cessar-fogo mundial da ONU, feito em abril, o Papa Francisco repetiu o convite seis dias depois, algo que não foi feito nas zonas em conflito.
| “ | 'Mestre, não te importa que pereçamos?', gritaram os discípulos daquela vez, cheios de medo no barco. Tinham pouca fé. Mas depois da Páscoa eles se fortaleciam mutuamente. Pedro e Maria eram os pilares visíveis da jovem Igreja. Continuam assim sendo também hoje. E as testemunhas da fé, nesta crise, certamente são os pilares invisíveis, nossos irmãos e irmãs. Por favor, continue os apoiando! | ” |
|   | — Mensagem da Fundação Pontifícia Ajuda à Igreja que Sofre sobre a ação da Igreja Católica durante a pandemia. |   |

O Papa Francisco defendeu publicamente a vacinação e condenou a desinformação sobre a pandemia, afirmando que "é importante que os esforços continuem para imunizar a população o máximo possível", e que "as vacinas não são instrumentos mágicos de cura, mas representam certamente, junto aos tratamentos que estão sendo desenvolvidos, a solução mais razoável para a prevenção da doença".

## Resposta espiritual
A Penitenciária Apostólica, em 20 de março de 2020, concedeu indulgências plenárias às pessoas afetadas pelo coronavírus. Além disso, aqueles que não podem receber o sacramento da unção dos enfermos, especialmente os aflitos com o coronavírus, podem receber uma indulgência plenária pela recitação de orações, especialmente o terço da Divina Misericórdia, por conta própria, com a presença de um crucifixo sendo recomendada. Países inteiros renovaram sua consagração ao Sagrado Coração de Jesus e ao Imaculado Coração de Maria.
Em 27 de março de 2020, o Papa Francisco concedeu a bênção apostólica Urbi et Orbi, normalmente reservada para o Natal e a Páscoa. A bênção ocorreu na Praça de São Pedro vazia após uma oração pela saúde de todo o mundo. Aos que acompanharam este momento e fizeram o recomendado, puderam obter a indulgência plenária. Para a oração, o Pontífice utilizou o crucifixo de San Marcello al Corso que havia sido levado em procissão pelas ruas de Roma durante a cura milagrosa da peste negra, em 1522. O dia da celebração religiosa foi o pico de mortes diárias por coronavírus em território italiano, com registro de 969 óbitos. No dia seguinte, o número foi para 889, depois para 756. Houve dias com um registro maior que o dia anterior. Os números, porém, não superaram mais o registrado em 27 de março.
| “ | "Porque sois tão medrosos? Ainda não tendes fé?" Nesta tarde, Senhor, a tua Palavra atinge e toca-nos a todos. Neste nosso mundo, que Tu amas mais do que nós, avançamos a toda velocidade, sentindo-nos em tudo fortes e capazes. Na nossa avidez de lucro, deixamo-nos absorver pelas coisas e transtornar pela pressa. Não nos detivemos perante os teus apelos, não despertamos face a guerras e injustiças planetárias, não ouvimos o grito dos pobres e do nosso planeta gravemente enfermo. Avançamos, destemidos, pensando que continuaríamos sempre saudáveis num mundo doente. Agora nós, sentindo-nos em mar agitado, imploramos-Te: "Acorda, Senhor!" | ” |
|   | — Papa Francisco na bênção Urbi et orbi de 2020. |   |

O Papa telefonou três vezes aos bispos brasileiros assegurando suas orações pelo país, e pedindo-lhes que confiassem o país a Nossa Senhora Aparecida. Ainda no Brasil, a banda católica de rock Rosa de Saron lançou a canção Espera, relacionada à pandemia, comparando-a a uma tempestade, e frisando a questão distanciamento e da espera de todos pela possibilidade de rever os seus e ter contato com eles. Na mensagem de Páscoa de 2021, o Sumo Pontífice também pediu à comunidade internacional que resolva os atrasos na produção e entrega de vacinas e que assegure que os países mais pobres também sejam contemplados com vacinas para imunizar suas populações. Ao descrever as vacinas como uma "ferramenta essecial" na luta contra a pandemia, Francisco clamou pelo "espírito de responsabilidade global".
| “ | A pandemia ainda está se espalhando, enquanto a crise social e econômica continua severa, especialmente para os pobres. No entanto - e isso é escandaloso - os conflitos armados não acabaram e os arsenais militares estão sendo reforçados. Esse é o escândalo de hoje. | ” |
|   | — Papa Francisco na mensagem de Páscoa. |   |

Muitas igrejas têm tocado seus sinos cinco vezes ao dia para um chamado a oração da Liturgia das Horas em meio ao surto de coronavírus. O bispo Désinord Jean, no Haiti, passou a convocar os fiéis com o sino para a oração contra a pandemia. Em Camarões, o arcebispo de Kleda caminhou pelas ruas de Douala em companhia de outros padres fazendo a oração do terço.
Conhecido desde os tempos medievais, mais especificamente desde o ano 1389, o milagre do sangue de São Januário consiste na liquefação da relíquia do sangue do referido santo, e ocorre três vezes ao ano: no primeiro domingo de maio, em 19 de setembro e em 16 de dezembro. A tradição associa as datas em que o milagre não ocorreu, como prenúncio de tragédias, como em setembro de 1939, quando estourou a Segunda Guerra Mundial, em 1943 foi a vez da ocupação nazista. Novamente, em 1973 houve a epidemia de cólera em Nápoles, enquanto em 1980 ocorreu o dramático terremoto na Irpínia. Em dezembro de 2020 novamente o milagre não ocorreu, levando a temores com relação aos rumos da pandemia. Esperado em 2021 com grande apreensão pelos fiéis, voltou a ocorrer no dia 2 de maio na Catedral de Nápoles.
Em maio de 2021, o Santo Padre volta a fazer um pedido: rezar o terço pelo fim da pandemia durante todo aquele mês. A cada dia foi escolhido um santuário dos cinco continentes, sendo a abertura na Basílica de São Pedro, no Vaticano, e o encerramento nos Jardins do Vaticano. No total, 30 santuários ao redor do mundo fizeram a oração do terço.

## Resposta humanitária
Embora a ajuda médica e humanitária ao coronavírus seja necessária, essa responsabilidade pertence aos governos, porém sabemos que em muitos países isso não acontece, portanto, ONGs e a Igreja acabam assumindo esse trabalho. Sendo a maior instituição de caridade do mundo, a Igreja Católica teve de se mobilizar ainda mais para conseguir continuar auxiliando pessoas em necessidade que foram atingidas pela pandemia. Alas de socorro humanitário católicas enviaram suprimentos de desinfecção, respiradores, protetores faciais, luvas, reagentes de detecção de ácido nucleico de coronavírus, monitores de pacientes, bombas de seringa, bombas de infusão e alimentos para as áreas afetadas. Outras igrejas ofereceram testes de COVID-19 ao público. Alguns padres, como o padre Benito Rodríguez Regueiro, se dispôs a ficar de plantão 24h por dia nos sete dias da semana para atender necessidades de pacientes infectados pelo COVID.
A Igreja Católica no Benim teve de fazer uma grande mobilização no combate à doença, especialmente para adquirir produtos como 11.000 máscaras e álcool em gel, a serem doados a hospitais e priões por todas as dioceses do país. Em Goma, na República Democrática do Congo, a Fundação ACN teve de auxiliar um seminário que dependia da ajuda da população, e já não possuía mais recursos para alimentar os seminaristas. Já em países como Chile, Ucrânia e Kosovo, foi necessário auxiliar as paróquias com equipamentos de proteção individual, como máscaras e outras roupas, para os padres e religiosos poderem continuar visitando os doentes. Também foi necessário ajudar nos investimentos de equipamentos para transmissão das santas missas pela TV e/ou rádio. Ainda na Ucrânia, o bispo de Kamyanets-Podilk teve de pedir ajuda, pois uma paróquia que auxiliava algumas irmãs, já não podia mais fazê-lo, devido à falta de coletas nas missas. Apenas a ACN conseguiu enviar ajuda a mais de 10.500 padres, sendo mais da metade dessa ajuda à África. O próximo passo da organização foi enviar ajuda também a outras regiões em necessidade, como a Europa central e oriental, e a América Latina.
Enquanto isso, nos países de maioria árabe, também há dificuldades: na Síria, a Igreja elaborou um plano de compra de alimentos e de proteção básica contra a disseminação do vírus. No Paquistão, a ACN precisou intervir na comunidade cristã, minoritária, que não está recebendo a ajuda do governo em discriminação à sua religião. O arcebispo de Chatigão, em Bangladesh, fez um apelo urgente para as irmãs que trabalham em escolas e albergues, e que, devido ao fechamento, ficaram sem recursos financeiros, que já eram escassos antes mesmo da pandemia. Ainda em Bangladesh, na cidade de Mymensingh, as Irmãs da Santa Cruz e o bispo, estão usando todo o dinheiro disponível para ajudar os necessitados, ficando sem para as próprias necessidades. Em Burquina Fasso, um grupo de deslocados devido ao extremismo islâmico vem registrando contaminações por COVID-19, e os seminaristas de São Pedro e São Paulo estão em ação para proteger os que não contraíram a doença. No Iraque, todos os padres da Igreja Católica Caldeia residentes em Bagdá decidiram doar seus salários para os pobres e vítimas da COVID. O Patriarcado Caldeu também já havia doado um montante anteriormente para a mesma finalidade.
Em locais de difícil acesso, como regiões isoladas da Sibéria e da Cordilheira dos Andes, a situação da evangelização, e das crianças e idosos abandonados pelas famílias, além da prostituição infantil, casos que recebem apoio da Igreja, a situação tornou-se ainda mais grave pela chegada do vírus. O mosteiro carmelita em Santa Cruz de la Sierra, Bolívia, já tinha dificuldades para sobreviver nos tempos de normalidade, com a produção de hóstias para a Missa, mas o cancelamento das celebrações fazem com que não haja demanda de hóstias, e, por isso, a diocese teve de pedir auxílio para as freiras. Em Cuba, a ajuda de instituições católicas também auxiliam irmãs que trabalham com idosos que vivem sozinhos e com sem-teto. As Irmãs de São Carlos Borromeu, nas Filipinas, passaram a levar cestas de alimentos para famílias pobres que passaram a ficar isoladas em casa. Na Índia, as chamadas "Pequenas Comunidades Cristãs" agora distribuem água, máscaras de proteção e desinfetantes pelas ruas. Em Salvador, no estado da Bahia, Brasil, as Irmãs do Cenáculo da Caridade também necessitaram pedir ajuda à ACN para continuar atuando nos bairros carentes da cidade. A cidade de Chaves, próxima à Ilha do Marajó, Brasil, vem recebendo ajuda para manter seus missionários em ação, de modo que a chegada até o local é difícil, exigindo o uso de embarcações que demoram até 8h para fazer a travessia. A Ilha do Marajó foi duramente afetada pela pandemia. As pessoas infectadas estão sendo tratadas em casa, já que não há hospital na cidade, que permanece em quarentena. Quando os missionários precisam sair para alguma urgência, como atender uma comunidade em necessidade, eles vão bem protegidos, com máscaras e os demais cuidados.
Em várias ocasiões, o Papa Francisco comprou e enviou equipamentos de proteção, testes para diagnosticar a doença e respiradores aos locais acometidos com mais gravidade pela pandemia, listados abaixo:
| - Bangladesh (2 respiradores) - Bolívia (2 respiradores) - Brasil (4 respiradores) - Camarões (2 respiradores) - China (700.000 máscaras) - Colômbia (3 respiradores) - Equador (2 respiradores) - Espanha (3 respiradores) - Haiti (4 respiradores) - Honduras (3 respiradores) | - Israel - Itália (30 respiradores) - México (3 respiradores) - Palestina (testes) - República Dominicana (2 respiradores) - Romênia (5 respiradores) - Síria (10 respiradores) - Ucrânia (2 respiradores) - Venezuela (4 respiradores) - Zimbábue (2 respiradores) |

O Sumo Pontífice também criou um Fundo de Emergência para as Igrejas Orientais, com o intuito de ajudar as igrejas sui iuris no combate à superlotação dos sistemas de saúde, e fez uma série de doações de equipamentos e dinheiro para hospitais e 100 mil euros para a Caritas italiana e 60 mil euros para um hospital de Bergamo.

### Comissão Vaticana COVID-19
No dia 20 de março de 2020, o Papa Francisco anunciou o lançamento da Comissão Vaticana COVID-19, sob a direção do Dicastério para o Serviço do Desenvolvimento Humano Integral, para pensar no pós-COVID, sob os pontos de vista caritativo, e com apoio econômico aos afetados.

## Membros do clero contaminados
A partir do momento em que a disseminação do vírus tomou proporções globais, também começaram a se registrar casos da doença no Vaticano, e padres e religiosos de todo o mundo também passaram a testar positivo para a COVID-19. No dia 6 de março, o pequeno Estado encravado em Roma confirmou seu primeiro caso positivo. O Papa Francisco teve sintomas gripais (febre e dor de garganta) e indisposição no fim de fevereiro, chegando a cancelar sua agenda algumas vezes, contudo, o resultado de seu teste foi negativo. Novamente, no dia 16 de março, foi divulgada a notícia de que um bispo francês que havia se encontrado com o Pontífice uma semana antes testou positivo para a COVID. Dom Emmanuel Delmas, bispo de Angers, esteve no Vaticano para uma visita ad limina apostolorum. Segundo o assessor eclesiástico da Comissão de Comunicação da Arquidiocese de Curitiba, padre Luiz Alberto Kleina, o alto número de mortes por COVID-19 de padres e bispos pode ser atribuído devido ao contato com o público, mesmo que reduzido durante a pandemia. "Pouco se fala nisso, mas certamente estamos na linha de frente. Por maiores que sejam os cuidados, nossa missão é de atender aos doentes, sobretudo aqueles que padecem da covid. Visitas às casas e hospitais também são parte da rotina dos padres o que, por maior que seja precaução, os coloca em risco constante", afirmou ele.
Os números avançaram muito rápido, já que um levantamento feito em março de 2020, confirmava as mortes de 50 padres no mundo todo em decorrência da COVID-19. Até o dia 6 de agosto do mesmo ano, apenas no Brasil, 436 padres já haviam contraído o vírus. Os dados até 31 de julho apontavam um aumento de 11% em relação ao último balanço, quando o registro era de 368 padres com COVID-19. O regional Sul 1 da CNBB, que representa o Estado de São Paulo, registrou o maior número, com 72 infectados. Enquanto isso, o regional Norte 2, que compreende os Estados do Pará e Amapá, registra o maior número de mortes, ao todo 6 Dados do dia 2 de agosto, informaram que 23 padres e bispos já haviam falecido em decorrência da doença. Em 31 de julho o seminarista Nicolas Matheus, de apenas 20 anos, e, segundo a família, sem comorbidades, não resistiu aos efeitos da doença, e faleceu na cidade de Natal. No dia 13 de janeiro de 2021 faleceu em São José dos Campos, o arcebispo emérito do Rio de Janeiro, Dom Eusébio Scheid, aos 88 anos, em decorrência de insuficiência respiratória causada pela COVID-19. Enquanto isso, no dia seguinte, o padre Vilmo Nolasco, pároco da igreja de São Carlos, no município de Dourados, no estado de Mato Grosso do Sul, faleceu de complicações da COVID, após 20 dias de internação. No dia 16 de março de 2021, mais um membro do clero brasileiro morre vítima da COVID: Dom David Dias Pimentel, bispo emérito de São João da Boa Vista, aos 79 anos. Em um relatório de 7 de maio de 2021, o Regional Leste 2, correspondente aos estados de Minas Gerais e Espírito Santo, informou que em seu território, 17 padres e dois diáconos já faleceram de COVID-19 desde o início da pandemia, sendo a Arquidiocese de Uberaba a que teve o maior número de mortos: quatro padres. Em todo o Brasil, já se somam 1.455 padres infectados e 65 que perderam as vidas para a doença, além de três bispos. No estado do Paraná, até 16 de abril de 2021, 11 padres e um bispo, de idades entre 37 e 89 anos, já haviam perdido suas vidas para a doença. Na região da Amazônia brasileira, onde a evangelização já é comprometida em razão da falta de padres, a situação tende a ficar ainda mais desafiadora, já que 18 padres da reigão faleceram por COVID, e cada padre da Arquidiocese de Manaus, por exemplo, atende mais de 80 comunidades. Cinco mortes foram registradas na Arquidiocese de Manaus (AM), quatro na de Belém (PA), duas na de Marajó (PA) e duas na de Castanhal (PA). As dioceses de Abaetetuba (PA), Marabá (PA), Macapá (AP) e Óbidos (PA) registraram um óbito cada. O aumento da presença evangélica, especialmente de igrejas neopentecostais, na região amplifica o desafio católico, já que dos quatro estados com crescimento mais acelerado de evangélicos entre 1991 e 2010, três ficam na Amazônia – Acre (62,9%), Roraima (61,6%) e Amazonas (52,4%).
| “ | Faz uma falta muito grande, porque reduz nossa presença. As comunidades na região da Amazônia são muito numerosas e, ao mesmo tempo, muito distantes uma da outra. Tem comunidades que só é possível visitar no tempo da cheia. E é claro que a presença do padre é muito importante. | ” |
|   | — Dom Leonardo Steiner, arcebispo de Manaus. |   |

Além do Brasil, outros países registraram casos da doença. Na Itália, dois conventos de Roma tiveram de ser isolados em 20 de março: o Instituto das Filhas de San Camilo, onde 40 freiras foram diagnosticadas com a COVID-19, e o Instituto da Congregação das Irmãs Angélicas de San Paolo, onde 19 das 21 religiosas também foram infectadas. Na região italiana da Úmbria, uma das mais afetadas pela pandemia, a cidade de Assis assistiu, no dia 7 de agosto, a um convento se tornar um dos focos da doença, após 18 membros testarem positivo para COVID — 14 noviços recém-chegados e quatro frades residentes. Todos fizeram o isolamento e se recuperaram. O mesmo aconteceu em outro convento, desta vez em Bagnoregio, em 104 das 114 freiras residentes testaram positivo para a doença, segundo informações, após se reunirem com outro grupo de freiras para oração. Enquanto isso, em outro convento em Viterbo, 70 freiras  também testaram positivo. Entre os dias 1º de março de 2020 e 1º de março de 2021, um total de 269 padres italianos faleceram em decorrência em toda a Itália. De acordo com a Conferência Episcopal Italiana, o norte do país é a região que apresenta mais óbitos de padres, cerca de 78% do total. O ranking é liderado pela Lombardia, com 88 vítimas (33%), seguida de Emilia-Romagna, com 36 mortes (14%), Trentino Alto Ádige, com 28 (10%), Piemonte, com 22 (8%), e o Vêneto, com 17 (6%). Já entre os territórios no Centro (11%) e Sul (11%) aparecem Marcas, com 15 padres mortos (6%), Campânia, com 12 (4%), e Úmbria, com 7 vítimas (3%). As ilhas da Sicília e da Sardenha registraram 10 e 4 falecimentos, respectivamente. O Reino Unido também registrou mortes de padres. Até setembro de 2020, apenas na Europa, mais de 400 padres já haviam perdido suas vidas para a COVID.
Na cidade de Livonia, no estado do Michigan, Estados Unidos, 13 freiras de um mesmo convento morreram em decorrência da doença, representando 20% das moradoras do convento. Elas tinha entre 69 e 99 anos de idade, e exerciam funções diversas: professora, bibliotecária, acadêmica, organista, enfermeira, e uma delas era executiva da Secretaria de Estado do Vaticano. Outras 17 freiras também se contaminaram, mas se recuperaram. Em 11 de janeiro de 2021, o padre Reynato T. Rodillas, que atuava em cidades do estado de Utah, faleceu vítima da doença aos 58 anos. No dia 18 de dezembro de 2020, faleceu no México o padre Pedro Pantoja, famoso por defender os direitos dos migrantes no país. Curiosamente, sua morte ocorreu no Dia Internacional dos Migrantes. A Venezuela contabilizou, até abril de 2021, um total de 201 padres infectados e 24 mortos desde o início da pandemia. Os infectados representam 10% do total de padres no país, enquanto que os que morreram em decorrência do vírus representam 11,9% dos infectados e 1,2% do número total de presbíteros do país. Além disso, os bispos da Conferência Episcopal Venezuelana cobraram o governo do país a resolver com mais agilidade a questão da compra de vacinas para a população.
Na Índia, que enfrentou uma segunda onda que foi considerada o pior surto de contágios até o momentoda pandemia durante em abril e maio de 2021, e teve de assitir a 20 padres perderem suas vidas em apenas um mês, sendo 14 deles apenas entre os dias 20 e 23 de abril. Na Tanzânia, foram registradas, apenas no primeiro semestre de 2021, a morte de 25 padres e 60 freiras.

## Suspensão de celebrações
A partir de março, a Igreja Maronita no Líbano autorizou os fiéis a receberem a Eucaristia na mão, em vez da boca, o que antes não era permitido. O ato levou a conflitos com uma minoria conservadora que não aceitou a flexibilização na forma de distribuir a comunhão.
Diversas dioceses suspenderam todas as suas atividades com a presença dos fiéis, como missas, batizados, crismas, mutirões de confissão (muito comuns na Quaresma), celebrações penitenciais com absolvição geral, celebrações da Palavra, exéquias, bênçãos, procissões, Via Sacra, grupos de oração, retiros, catequeses, formações, novenas e quermesses. A exceção foi o batismo, unção dos enfermos e o viático poderem ser realizados apenas em caso de extrema urgência.

Comunidades de vida, como a brasileira Canção Nova suspendeu, no dia 13 de março, todos os seus eventos, como retiros, acampamentos, grupos de oração e a presença dos fiéis nas missas celebradas no Santuário do Pai das Misericórdias. Em Portugal, a Jornada Mundial da Juventude de 2022, a ser realizada em Lisboa, acabou por ser adiada pelo Papa Francisco para agosto de 2023. O Encontro Mundial das Famílias, programado para ocorrer em Roma em junho de 2021, também foi adiado para junho de 2022 pelas mesmas razões. Um comunicado do Vaticano dizia: 
| “ | Devido à atual situação de saúde e suas consequências no movimento e agregação de jovens e famílias, o Santo Padre, juntamente com o Dicastério para Leigos, Família e Vida, decidiu adiar o próximo Encontro Mundial da Família por um ano, agendado para Roma, em junho de 2021, e a próxima Jornada Mundial da Juventude, agendada em Lisboa em agosto de 2022, respetivamente em junho de 2022 e agosto de 2023. | ” |
|   | — Papa Francisco e Dicastério para Leigos, Família e Vida. |   |

### Suspensão de missas

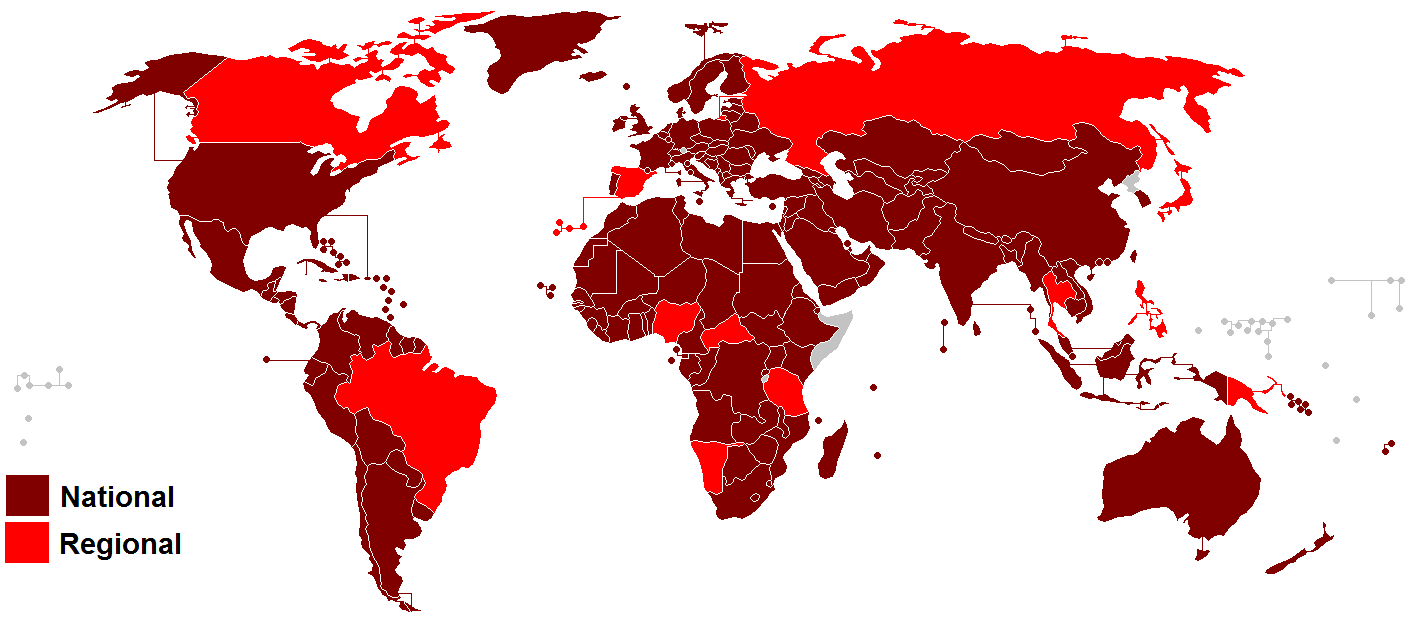
Países em que houve suspensão da celebração das Missas Católicas com a presença do povo durante a pandemia de COVID-19, a nível regional (em vermelho) ou nacional (em vinho)

Em diversos países, as celebrações das missas com a presença de fiéis foram suspensas, ficando os sacerdotes responsáveis por sua realização e transmissão para que as pessoas pudessem acompanhar de suas casas. Em diversos lugares, também, foi recomendado que pessoas de grupos de risco, como idosos ou com doenças preexistentes, ficassem em casa e acompanhassem as missas pelos meios de comunicação.
| “ | Considerando o sério problema da pandemia que nos assola, experimentamos com tristeza a renúncia temporária ao preceito da participação na Eucaristia dominical, mas simultaneamente redescobrimos o tamanho valor que ela contém. Terminada essa fase crítica, nossas assembleias dominicais deverão tornar-se ainda mais repletas de fiéis, muito mais desejosos do encontro com Cristo e com os irmãos a cada domingo e solenidade, não como uma simples obrigação a ser cumprida, mas com imenso prazer, alegria e gratidão de quem redescobriu a beleza desse encontro na privação dele. | ” |
|   | — Padre Fabio de Souza Balbino, doutor em liturgia pelo Pontifício Instituto Litúrgico Sant’Anselmo de Roma. |   |

A impossibilidade da participação pessoal dos fiéis geraram questionamentos sobre a validade da missa online no cumprimento do preceito dominical. O padre doutor em liturgia pelo Pontifício Instituto Litúrgico Sant’Anselmo de Roma, Fabio de Souza Balbino, em texto publicado pela Vatican News, afirma que o "motivo de força maior" (a pandemia e a necessidade do distanciamento social) inviabilizam a presença dos fiéis, porém que os sacerdotes, ao celebrarem a Eucaristia sem a assembleia reunida, o farão para todos e assim, todos poderão participar espiritualmente da celebração do sacrifício de Cristo, ressuscitado e presente entre nós. e também afirma que o momento é oportuno para ler e meditar a Palavra de Deus em casa, com a família, celebrar a Liturgia das Horas, que através da oração dos Salmos, possibilita-nos dialogar com Deus utilizando as suas próprias palavras. As diversas práticas de devoção – rosários, novenas, meditação da via sacra, entre outras – também são muito recomendáveis aos fiéis, em suas casas, neste tempo. Em suma, o preceito não é cumprido pelos meios digitais, pois exige-se a participação pessoal na liturgia, contudo a dispensa do preceito implica em que os fiéis não cometem pecado onde não é possível participar da missa. Em algumas dioceses, mesmo após o retorno das missas públicas, as pessoas pertencentes aos grupos de risco para a COVID, continuaram dispensados do preceito por algum tempo.
A Igreja do Santo Sepulcro, em Jerusalém, foi fechada pela primeira vez após a peste negra de 1349. Em Cuba, após a suspensão das missas ser confirmada pela Conferência Episcopal, a mesma solicitou ao governo socialista do país a cessão de um espaço das programações de emissoras de rádio e televisão públicas para a transmissão das celebrações da Semana Santa (Domingo de Ramos, Quinta-feira Santa, Sexta-feira da Paixão, Sábado de Aleluia e Domingo de Páscoa). A Arquidiocese de Havana informou que o governo cubano de sinal verde ao pedido da Igreja, e permitiu a transmissão de missas, homilias e mensagens dos bispos durante a Semana Santa e durante o período posterior, enquanto durou a suspensão, nas emissoras de rádio locais e na TV educativa estatal. Além disso, a emissora de televisão também exibiu o filme Jesus de Nazaré (1977), o sermão das 7 frases, conduzido pelo arcebispo de Havana, Cardeal Juan de la Caridad García, e a Via Crúcis, transmitida diretamente do Vaticano e presidida pelo Papa Francisco.
| Países com serviços religiosos católicos cancelados | Países com serviços religiosos católicos cancelados | Países com serviços religiosos católicos cancelados | Países com serviços religiosos católicos cancelados |
| País                                                | Data                                                | Nível da suspensão                                  | Ref.                                                |
| --------------------------------------------------- | --------------------------------------------------- | --------------------------------------------------- | --------------------------------------------------- |
| Afeganistão                                         | 18 de março de 2020                                 | Nacional                                            | [ 89 ]                                              |
| África do Sul                                       | 18 de março de 2020                                 | Nacional                                            | [ 90 ]                                              |
| Albânia                                             | 13 de março de 2020                                 | Nacional                                            | [ 91 ]                                              |
| Alemanha                                            | 13 de março de 2020                                 | Nacional                                            | [ 92 ]                                              |
| Andorra                                             | 14 de março de 2020                                 | Nacional                                            | [ 93 ]                                              |
| Angola                                              | 20 de março de 2020                                 | Nacional                                            | [ 94 ]                                              |
| Antígua e Barbuda                                   |                                                     | Nacional                                            | [ 95 ]                                              |
| Arábia Saudita                                      | 12 de março de 2020                                 | Nacional                                            | [ 96 ]                                              |
| Argélia                                             |                                                     | Nacional                                            | [ 97 ]                                              |
| Argentina                                           |                                                     | Nacional                                            | [ 98 ]                                              |
| Armênia                                             | 15 de março de 2020                                 | Nacional                                            | [ 99 ]                                              |
| Austrália                                           | 18 de março de 2020                                 | Nacional                                            | [ 100 ]                                             |
| Áustria                                             | 17 de março de 2020                                 | Nacional                                            | [ 101 ]                                             |
| Azerbaijão                                          |                                                     | Nacional                                            | [ 102 ]                                             |
| Bahamas                                             |                                                     | Nacional                                            | [ 103 ]                                             |
| Bangladesh                                          |                                                     | Nacional                                            | [ 104 ]                                             |
| Barbados                                            | 18 de março de 2020                                 | Nacional                                            | [ 105 ]                                             |
| Barein                                              | 12 de março de 2020                                 | Nacional                                            | [ 96 ]                                              |
| Bélgica                                             | 19 de março de 2020                                 | Nacional                                            | [ 106 ]                                             |
| Belize                                              | 12 de março de 2020                                 | Nacional                                            | [ 107 ]                                             |
| Benim                                               |                                                     | Nacional                                            | [ 108 ]                                             |
| Bielorrússia                                        |                                                     | Nacional                                            | [ 109 ]                                             |
| Bolívia                                             |                                                     | Nacional                                            | [ 110 ]                                             |
| Bósnia e Herzegovina                                |                                                     | Nacional                                            | [ 111 ]                                             |
| Botsuana                                            |                                                     | Nacional                                            | [ 112 ]                                             |
| Brasil                                              | 18 de março de 2020                                 | Regional                                            | [ 113 ]                                             |
| Brunei                                              |                                                     | Nacional                                            | [ 114 ]                                             |
| Bulgária                                            | 16 de março de 2020                                 | Nacional                                            | [ 115 ]                                             |
| Burquina Fasso                                      |                                                     | Nacional                                            | [ 108 ]                                             |
| Butão                                               | 21 de março de 2020                                 | Nacional                                            | [ 116 ]                                             |
| Cabo Verde                                          | 19 de março de 2020                                 | Nacional                                            | [ 117 ]                                             |
| Camarões                                            | 25 de março de 2020                                 | Nacional                                            | [ 26 ]                                              |
| Camboja                                             | 7 de março de 2020                                  | Nacional                                            | [ 118 ]                                             |
| Canadá                                              | 12 de março de 2020                                 | Regional                                            | [ 113 ]                                             |
| Catar                                               | 12 de março de 2020                                 | Nacional                                            | [ 96 ]                                              |
| Cazaquistão                                         |                                                     | Nacional                                            | [ 119 ]                                             |
| Chade                                               |                                                     | Nacional                                            | [ 108 ]                                             |
| Chile                                               | 18 de março de 2020                                 | Nacional                                            | [ 120 ] [ 121 ]                                     |
| China                                               |                                                     | Nacional                                            | [ 122 ]                                             |
| Chipre                                              | 24 de março de 2020                                 | Nacional                                            | [ 123 ]                                             |
| Colômbia                                            | 16 de março de 2020                                 | Nacional                                            | [ 124 ]                                             |
| Comores                                             |                                                     | Nacional                                            | [ 125 ]                                             |
| Coreia do Sul                                       | 26 de fevereiro de 2020                             | Nacional                                            | [ 126 ]                                             |
| Costa do Marfim                                     |                                                     | Nacional                                            | [ 108 ]                                             |
| Costa Rica                                          | 18 de março de 2020                                 | Nacional                                            | [ 127 ]                                             |
| Croácia                                             | 19 de março de 2020                                 | Nacional                                            | [ 128 ]                                             |
| Cuba                                                | 24 de março de 2020                                 | Nacional                                            | [ 87 ]                                              |
| Dinamarca                                           | 13 de março de 2020                                 | Nacional                                            | [ 129 ]                                             |
| Djibuti                                             |                                                     | Nacional                                            | [ 130 ]                                             |
| Dominica                                            | 23 de março de 2020                                 | Nacional                                            | [ 131 ]                                             |
| Egito                                               | 20 de março de 2020                                 | Nacional                                            | [ 132 ]                                             |
| El Salvador                                         | 19 de março de 2020                                 | Nacional                                            | [ 133 ]                                             |
| Emirados Árabes Unidos                              | 12 de março de 2020                                 | Nacional                                            | [ 134 ]                                             |
| Equador                                             | 14 de março de 2020                                 | Nacional                                            | [ 135 ]                                             |
| Eritreia                                            |                                                     | Nacional                                            | [ 136 ]                                             |
| Escócia                                             | 18 de março de 2020                                 | Nacional                                            | [ 137 ]                                             |
| Eslováquia                                          | 10 de março de 2020                                 | Nacional                                            | [ 138 ]                                             |
| Eslovênia                                           |                                                     | Nacional                                            | [ 139 ]                                             |
| Espanha                                             | 13 de março de 2020                                 | Regional                                            | [ 140 ]                                             |
| Essuatíni                                           | 20 de março de 2020                                 | Nacional                                            | [ 141 ]                                             |
| Estados Unidos                                      | 20 de março de 2020                                 | Nacional                                            | [ 113 ]                                             |
| Estônia                                             | 14 de março de 2020                                 | Nacional                                            | [ 142 ]                                             |
| Etiópia                                             |                                                     | Nacional                                            | [ 143 ]                                             |
| Fiji                                                | 20 de março de 2020                                 | Nacional                                            | [ 144 ]                                             |
| Filipinas                                           | 14 de março de 2020                                 | Regional                                            | [ 145 ] [ 146 ]                                     |
| Finlândia                                           | 12 de março de 2020                                 | Nacional                                            | [ 129 ]                                             |
| França                                              | 15 de março de 2020                                 | Nacional                                            | [ 147 ]                                             |
| Gabão                                               |                                                     | Nacional                                            | [ 108 ]                                             |
| Gâmbia                                              | 25 de março de 2020                                 | Nacional                                            | [ 148 ]                                             |
| Gana                                                | 16 de março de 2020                                 | Nacional                                            | [ 108 ]                                             |
| Geórgia                                             |                                                     | Nacional                                            | [ 149 ]                                             |
| Grécia                                              |                                                     | Nacional                                            | [ 150 ]                                             |
| Groenlândia                                         | 12 de março de 2020                                 | Nacional                                            | [ 129 ]                                             |
| Guatemala                                           | 14 de março de 2020                                 | Nacional                                            | [ 151 ]                                             |
| Guiana                                              | 22 de março de 2020                                 | Nacional                                            | [ 152 ]                                             |
| Guiné                                               | 26 de março de 2020                                 | Nacional                                            | [ 153 ]                                             |
| Guiné-Bissau                                        | 18 de março de 2020                                 | Nacional                                            | [ 154 ]                                             |
| Guiné Equatorial                                    |                                                     | Nacional                                            | [ 155 ]                                             |
| Haiti                                               | 19 de março de 2020                                 | Nacional                                            | [ 156 ]                                             |
| Honduras                                            | 15 de março de 2020                                 | Nacional                                            | [ 157 ]                                             |
| Hong Kong                                           |                                                     | Nacional                                            | [ 158 ]                                             |
| Hungria                                             | 22 de março de 2020                                 | Nacional                                            | [ 159 ]                                             |
| Iêmen                                               | 12 de março de 2020                                 | Nacional                                            | [ 134 ]                                             |
| Ilhas Feroé                                         | 12 de março de 2020                                 | Nacional                                            | [ 129 ]                                             |
| Ilhas Salomão                                       |                                                     | Nacional                                            | [ 160 ]                                             |
| Índia                                               | 21 de março de 2020                                 | Nacional                                            | [ 116 ]                                             |
| Indonésia                                           | 23 de março de 2020                                 | Nacional                                            | [ 161 ]                                             |
| Inglaterra                                          | 18 de março de 2020                                 | Nacional                                            | [ 137 ]                                             |
| Irã                                                 |                                                     | Nacional                                            | [ 162 ]                                             |
| Iraque                                              |                                                     | Nacional                                            | [ 38 ] [ 163 ]                                      |
| Irlanda                                             | 13 de março de 2020                                 | Nacional                                            | [ 164 ]                                             |
| Irlanda do Norte                                    | 17 de março de 2020                                 | Nacional                                            | [ 165 ]                                             |
| Islândia                                            | 12 de março de 2020                                 | Nacional                                            | [ 129 ]                                             |
| Israel                                              |                                                     | Nacional                                            | [ 166 ]                                             |
| Itália                                              | 12 de março de 2020                                 | Nacional                                            | [ 167 ]                                             |
| Jamaica                                             | 13 de março de 2020                                 | Nacional                                            | [ 168 ]                                             |
| Japão                                               | 4 de março de 2020                                  | Regional                                            | [ 169 ]                                             |
| Jordânia                                            |                                                     | Nacional                                            | [ 170 ]                                             |
| Kosovo                                              |                                                     | Nacional                                            | [ 171 ]                                             |
| Kuwait                                              | 12 de março de 2020                                 | Nacional                                            | [ 96 ]                                              |
| Laos                                                |                                                     | Nacional                                            | [ 172 ]                                             |
| Lesoto                                              |                                                     | Nacional                                            | [ 173 ]                                             |
| Letônia                                             | 18 de março de 2020                                 | Nacional                                            | [ 174 ]                                             |
| Líbano                                              |                                                     | Nacional                                            | [ 175 ]                                             |
| Libéria                                             | 20 de março de 2020                                 | Nacional                                            | [ 176 ]                                             |
| Líbia                                               |                                                     | Nacional                                            | [ 177 ]                                             |
| Lituânia                                            | 16 de março de 2020                                 | Nacional                                            | [ 178 ]                                             |
| Luxemburgo                                          | 13 de março de 2020                                 | Nacional                                            | [ 179 ]                                             |
| Macau                                               | 5 de fevereiro de 2020                              | Nacional                                            | [ 180 ]                                             |
| Macedônia do Norte                                  |                                                     | Nacional                                            | [ 181 ]                                             |
| Madagascar                                          | 22 de março de 2020                                 | Nacional                                            | [ 182 ]                                             |
| Malásia                                             | 12 de março de 2020                                 | Nacional                                            | [ 183 ]                                             |
| Malaui                                              | 20 de março de 2020                                 | Nacional                                            | [ 184 ]                                             |
| Maldivas                                            | 18 de março de 2020                                 | Nacional                                            | [ 185 ]                                             |
| Mali                                                | 21 de março de 2020                                 | Nacional                                            | [ 186 ]                                             |
| Malta                                               | 12 de março de 2020                                 | Nacional                                            | [ 187 ]                                             |
| Marrocos                                            | 14 de março de 2020                                 | Nacional                                            | [ 108 ]                                             |
| Maurício                                            |                                                     | Nacional                                            | [ 188 ]                                             |
| Mauritânia                                          |                                                     | Nacional                                            | [ 189 ]                                             |
| México                                              | 16 de março de 2020                                 | Nacional                                            | [ 190 ]                                             |
| Mianmar                                             | Março de 2020                                       | Nacional                                            | [ 191 ]                                             |
| Moçambique                                          | 23 de março de 2020                                 | Nacional                                            | [ 192 ]                                             |
| Moldávia                                            | Março de 2020                                       | Nacional                                            | [ 193 ]                                             |
| Mônaco                                              | 15 de março de 2020                                 | Nacional                                            | [ 194 ]                                             |
| Mongólia                                            |                                                     | Nacional                                            | [ 195 ]                                             |
| Montenegro                                          |                                                     | Nacional                                            | [ 196 ]                                             |
| Montserrat                                          |                                                     | Nacional                                            | [ 197 ]                                             |
| Namíbia                                             | 27 de março de 2020                                 | Regional                                            | [ 198 ]                                             |
| Nepal                                               | 18 de março de 2020                                 | Nacional                                            | [ 199 ]                                             |
| Nicarágua                                           | 26 de março de 2020                                 | Nacional                                            | [ 200 ]                                             |
| Níger                                               | 19 de março de 2020                                 | Nacional                                            | [ 201 ]                                             |
| Nigéria                                             | 25 de março de 2020                                 | Regional                                            | [ 202 ]                                             |
| Noruega                                             | 12 de março de 2020                                 | Nacional                                            | [ 203 ]                                             |
| Nova Zelândia                                       |                                                     | Nacional                                            | [ 204 ]                                             |
| Omã                                                 | 12 de março de 2020                                 | Nacional                                            | [ 134 ]                                             |
| País de Gales                                       | 18 de março de 2020                                 | Nacional                                            | [ 137 ]                                             |
| Países Baixos                                       |                                                     | Nacional                                            | [ 205 ]                                             |
| Palestina                                           | 14 de março de 2020                                 | Nacional                                            | [ 206 ]                                             |
| Panamá                                              | 20 de março de 2020                                 | Nacional                                            | [ 207 ]                                             |
| Papua-Nova Guiné                                    | 23 de março de 2020                                 | Regional                                            | [ 208 ]                                             |
| Paraguai                                            | 11 de março de 2020                                 | Nacional                                            | [ 209 ]                                             |
| Paquistão                                           |                                                     | Nacional                                            | [ 166 ]                                             |
| Peru                                                | 13 de março de 2020                                 | Nacional                                            | [ 210 ]                                             |
| Polônia                                             | 21 de março de 2020                                 | Nacional                                            | [ 211 ]                                             |
| Portugal                                            | 13 de março de 2020                                 | Nacional                                            | [ 212 ]                                             |
| Quênia                                              | 25 de março de 2020                                 | Nacional                                            | [ 213 ]                                             |
| Quirguistão                                         | Março de 2020                                       | Nacional                                            | [ 214 ]                                             |
| República Centro-Africana                           | 29 de março de 2020                                 | Regional                                            | [ 215 ]                                             |
| República Democrática do Congo                      |                                                     | Nacional                                            | [ 108 ]                                             |
| República do Congo                                  |                                                     | Nacional                                            | [ 216 ]                                             |
| República Dominicana                                | 18 de março de 2020                                 | Nacional                                            | [ 217 ]                                             |
| República Tcheca                                    |                                                     | Nacional                                            | [ 218 ]                                             |
| Romênia                                             |                                                     | Nacional                                            | [ 150 ]                                             |
| Ruanda                                              |                                                     | Nacional                                            | [ 108 ]                                             |
| Rússia                                              |                                                     | Regional                                            | [ 113 ]                                             |
| Saara Ocidental                                     | Março de 2020                                       | Nacional                                            | [ 219 ]                                             |
| San Marino                                          |                                                     | Nacional                                            | [ 220 ]                                             |
| Santa Lúcia                                         |                                                     | Nacional                                            | [ 221 ]                                             |
| São Cristóvão e Nevis                               | 28 de março de 2021                                 | Nacional                                            | [ 222 ]                                             |
| São Tomé e Príncipe                                 | 19 de março de 2020                                 | Nacional                                            | [ 223 ]                                             |
| São Vicente e Granadinas                            | 19 de março de 2020                                 | Nacional                                            | [ 224 ]                                             |
| Seicheles                                           |                                                     | Nacional                                            | [ 130 ]                                             |
| Senegal                                             |                                                     | Nacional                                            | [ 108 ]                                             |
| Serra Leoa                                          |                                                     | Nacional                                            | [ 225 ]                                             |
| Sérvia                                              |                                                     | Nacional                                            | [ 226 ]                                             |
| Singapura                                           | 14 de fevereiro de 2020                             | Nacional                                            | [ 167 ]                                             |
| Síria                                               |                                                     | Nacional                                            | [ 227 ]                                             |
| Somália                                             |                                                     | Nacional                                            | [ 228 ]                                             |
| Sri Lanka                                           | Março de 2020                                       | Nacional                                            | [ 229 ]                                             |
| Sudão                                               |                                                     | Nacional                                            | [ 130 ]                                             |
| Sudão do Sul                                        | 16 de março de 2020                                 | Nacional                                            | [ 230 ]                                             |
| Suécia                                              | 18 de março de 2020                                 | Nacional                                            | [ 231 ]                                             |
| Suíça                                               |                                                     | Nacional                                            | [ 113 ]                                             |
| Suriname                                            | 5 de abril de 2020                                  | Nacional                                            | [ 232 ]                                             |
| Tailândia                                           | 20 de março de 2020                                 | Regional (catedrais e igrejas grandes)              | [ 233 ]                                             |
| Taiwan                                              |                                                     | Nacional                                            | [ 234 ]                                             |
| Tajiquistão                                         |                                                     | Nacional                                            | [ 235 ]                                             |
| Tanzânia                                            | 21 de abril de 2020                                 | Regional                                            | [ 236 ]                                             |
| Timor-Leste                                         | 24 de março de 2020                                 | Nacional                                            | [ 237 ]                                             |
| Togo                                                | 20 de março de 2020                                 | Nacional                                            | [ 238 ]                                             |
| Trinidad e Tobago                                   | 15 de março de 2020                                 | Nacional                                            | [ 239 ]                                             |
| Tunísia                                             |                                                     | Nacional                                            | [ 240 ]                                             |
| Turcomenistão                                       |                                                     | Nacional                                            | [ 241 ]                                             |
| Turquia                                             | 14 de março de 2020                                 | Nacional                                            | [ 242 ]                                             |
| Ucrânia                                             | 17 de março de 2020                                 | Nacional                                            | [ 243 ]                                             |
| Uganda                                              | 18 de março de 2020                                 | Nacional                                            | [ 244 ]                                             |
| Uruguai                                             | 16 de março de 2020                                 | Nacional                                            | [ 245 ]                                             |
| Uzbequistão                                         | 16 de março de 2020                                 | Nacional                                            | [ 246 ]                                             |
| Vaticano                                            | 6 de março de 2020                                  | Nacional                                            | [ 247 ]                                             |
| Venezuela                                           | 16 de março de 2020                                 | Nacional                                            | [ 248 ]                                             |
| Vietnã                                              | 28 de março de 2020                                 | Nacional                                            | [ 249 ]                                             |
| Zâmbia                                              |                                                     | Nacional                                            | [ 250 ]                                             |
| Zimbábue                                            | 26 de março de 2020                                 | Nacional                                            | [ 251 ]                                             |

### Retomada das atividades

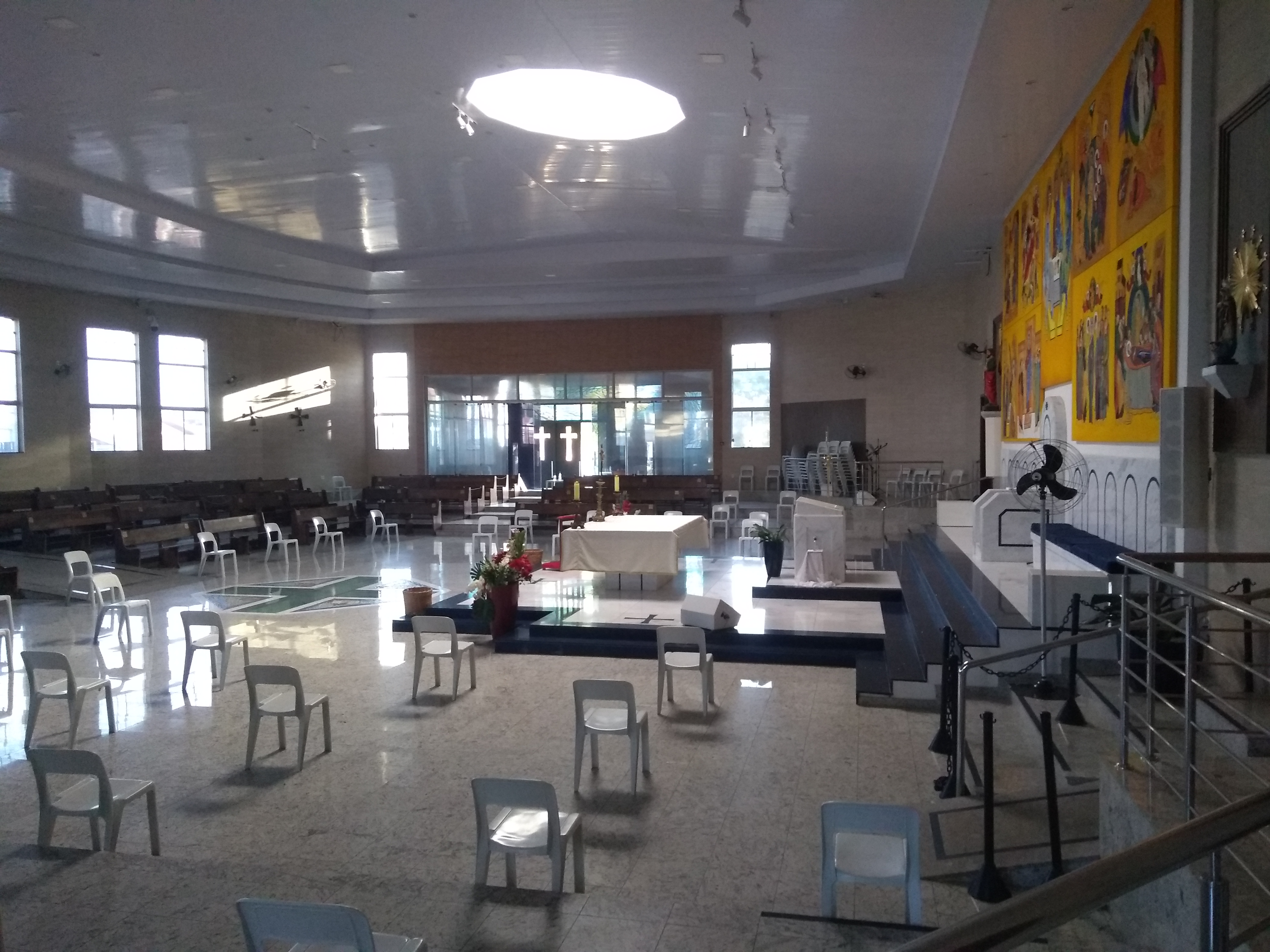
Paróquia São Judas Tadeu em Mogi Guaçu, Brasil, com cadeiras afastadas para se manter o distanciamento social, durante a pandemia de COVID-19.

A retomada das atividades católicas, especialmente das missas com a presença do povo, foi diferente em cada país, região e diocese, e na maioria dos locais foram necessárias orientações aos fiéis para se manter a segurança durante a celebração, por exemplo, foram exigidas reservas de lugares para as missas, a fim de evitar aglomerações, de acordo com a capacidade de cada templo, uso de máscaras dentro das igrejas, não geração de aglomerações na chegada e saída das missas, distanciamento mínimo de cada fiel, portas exclusivas para a entrada e para a saída do povo, higienização das mãos com o álcool gel, marcação dos bancos de onde é permitido ou não permitido se sentar, receber a Eucaristia apenas na mão, e não na boca, e, por fim, retirada da máscara apenas para comungar.
Muitas paróquias em todo o mundo passaram a enfrentar outro problema após o retorno das atividades: a redução do número de fiéis. Em todo o mundo houve relutância de muitos em voltar, e o motivo mais atribuído a isso naturalmente foi o medo da contaminação. Outras razões também foram citadas, como a disponibilidade da Missa online, fato que significa que as pessoas puderam escolher onde "assistir" à missa.
Em carta lançada no dia 12 de setembro, intitulada Voltemos com Alegria à Eucaristia, assinada e aprovada pelo Papa Francisco, o cardeal guineense Robert Sarah, prefeito da Congregação para o Culto Divino e Disciplina dos Sacramentos, exortou aos bispos do mundo todo que a necessidade da retomada das Missas com a presença do povo era "necessária e urgente", assim que possível pelas regras sanitárias contra a COVID. Também foi pedido por ele que os prelados não permitam que o culto religioso seja rebaixado a um nível de prioridade abaixo de "atividades recreativas" ou tratado como apenas mais uma reunião pública. A carta também afirma que, embora a Igreja Católica deva cooperar com as autoridades civis e adotar protocolos para garantir a segurança dos fiéis, "as normas litúrgicas não são assuntos sobre os quais as autoridades civis podem legislar, mas apenas as autoridades eclesiásticas competentes". Ao mesmo, o cardeal Sarah elogiou os esforços dos bispos do mundo todo em conter o avanço do vírus, ainda que isso tenha exigido "decisões difíceis e dolorosas", e pediu que as recomendações das autoridades civis continuem a ser respeitadas.
| “ | Devemos regressar à Eucaristia com o coração purificado, com uma admiração renovada, com um desejo crescente de encontrar o Senhor, de estar com Ele, de O receber e de O levar aos nossos irmãos com o testemunho de uma vida plena de fé amor e esperança. [...]Esta congregação está profundamente grata aos bispos por seu compromisso e esforço em tentar responder da melhor maneira possível a uma situação imprevista e complexa. [...] Nenhuma transmissão é equivalente à participação pessoal, e ela nem pode substituir essa participação. | ” |
|   | — Cardeal Robert Sarah em carta às conferências episcopais do mundo.. |   |

#### África
Na África do Sul, a maioria das paróquias tem tido um retorno lentro e gradual dos fiéis. Em Angola e São Tomé e Príncipe, o retorno ocorreu em 21 de junho, após a elaboração de um plano da Conferência Episcopal de Angola e São Tomé. Em Moçambique, cujas missas públicas retornaram em 18 de agosto, foi criada uma equipe de vistoriação das igrejas, a qual constatou que apenas 60% delas estavam preparadas para as regras de retorno. Já na Costa do Marfim, a Igreja Católica local optou por cessar as transmissões de Missas por live streaming para incentivar o regresso dos fiéis.

#### América do Norte, Central e Caribe
Nos Estados Unidos, a Diocese de Kalamazoo montou seus protocolos de retorno às missas e aos outros sacramentos, mas ainda mantendo a dispensa da participação obrigatória dos fiéis. Na Arquidiocese de Milwaukee, o arcebispo Jerome Listecki recomendou o retorno dos fiéis às celebrações e restaurou o preceito dominical para as missas. Ele afirmou que após essa medida, não participar da missa volta a ser considerado um pecado grave, e que os "serviços de live streaming tenham ajudado a comunidade em isolamento a se manter conectada, eles não substituem a presença pessoal". Ele manteve a exceção da dispensa de participação aos grupos de risco para a COVID. Uma pesquisa realizada pelo Centro de Pesquisas Aplicadas ao Apostolado mostrou que 36% dos jovens questionados não tinham a intenção de retornar às missas regularmente. Na República Dominicana, as missas com a presença de fiéis retornaram em 7 de junho, porém as igrejas só poderiam ter 30% de sua capacidade ocupada, e realizar distanciamento entre os fiéis.
| “ | Sinto-me muito feliz. Pois bem, quando se vem à missa, sente-se uma relação mais estreita com Deus ao ouvir a missa em pessoa, que faz com que recupere as forças e possa enfrentar este novo estilo de vida que temos com a pandemia COVID-19. | ” |
|   | — Germania Francisco, paroquiana da igreja das Mercedes, na República Dominicana. |   |

Em junho, os católicos canadenses puderam iniciar seu retorno às missas presenciais, e Richard Smith, arcebispo de Edmonton, disse ter limitado o número máximo de pessoas na igreja para 50, sendo que o normal antes da pandemia era de cerca de 1.000 pessoas por missa. A Conferência do Episcopado Mexicano apresentou em 15 de maio o plano de retorno às missas iniciando seu documento com o primeiro versículo do Salmo 121, que diz: "Que alegria quando me disseram, vamos à casa do Senhor", e dividindo a reabertura das igrejas em três fases. A fim que os fiéis encontrassem espaços seguros e de baixo risco para o contágio do COVID-19 em seus templos, a Arquidiocese do México, juntamente com as autoridades da Cidade do México e especialistas em saúde realizaram a inspeção e verificação que os locais religiosos com maior fluxo de pessoas na capital tenham os protocolos necessários para o retorno das celebrações. A Arquidiocese instruiu todos os ministros da adoração a fazerem o teste de COVID-19; e solicita-se que somente os párocos, reitores, capelães e ministros designados com teste negativo para o vírus ofereçam cerimônias litúrgicas ou participem de atividades pastorais. A inspeção foi realizada na Basílica de Nossa Senhora de Guadalupe, e em outras igrejas da arquidiocese. Na Costa Rica, a presença dos fiéis pôde voltar a ocorrer no fim de junho. O bispo de Ciudad Quesada, Dom José Manuel Garita publicou em sua página do Facebook:
| “ | Nunca como agora, foi tão difícil para nós ir à missa, pela própria emergência que vivemos, porque temos que reservar um lugar, para cumprir o protocolo necessário, quando antes o fazíamos com toda a normalidade e tranquilidade. Creio que isso deve nos levar a valorizar o imenso dom que a Eucaristia é para nós. | ” |
|   | — Dom José Manuel Garita, bispo de Ciudad Quesada. |   |

#### América do Sul

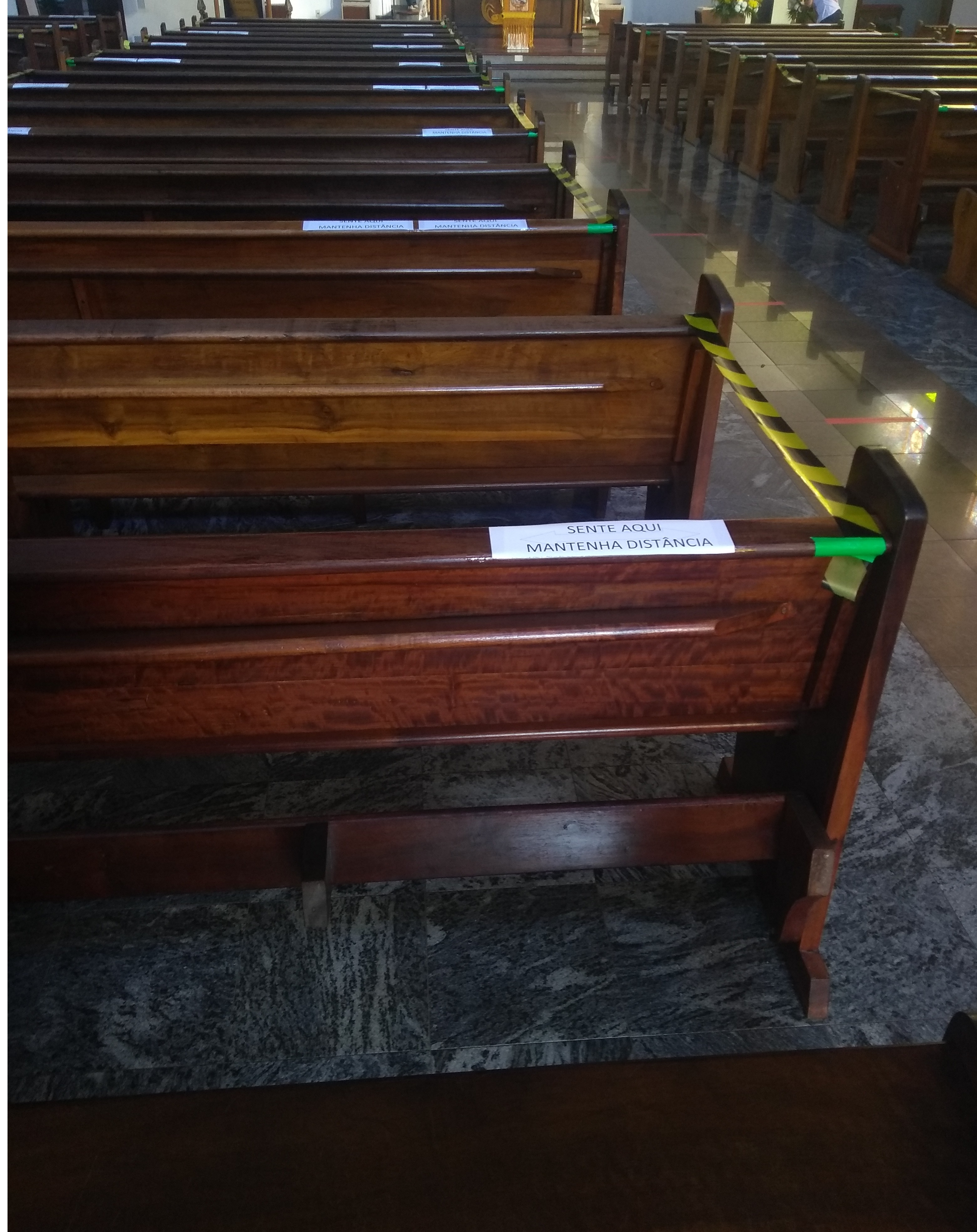
Paróquia Santo Antônio em Mogi Guaçu, Brasil, com bancos lacrados para se manter o distanciamento social.

A Diocese de Jundiaí, no Brasil, por exemplo, retomou suas atividades básicas no dia 11 de junho, dia de Corpus Christi, ainda assim, as celebrações continuaram a ser transimitadas pela internet para as pessoas que ainda não se sentiam seguras em voltar à participação presencial, ou que pertenciam aos grupos de risco. A Arquidiocese de São Paulo também montou seu próprio protocolo de retorno gradual das Missas, que, além das medidas em comum citadas da Diocese anteiror, pediu-se para que os templos estivessem sempre arejados com janelas abertas e que evitasse o uso do ar condicionado, a não reutlização dos folhetos, dentre outras. A Diocese de Santo André retomou as missas com a presença do povo em 13 de junho de 2020. Assim como em outras dicoeses brasileiras, a Diocese de Guarulhos, que retomou as atividades em 1º de agosto, teve baixa participação, havendo assentos sobrando entre os disponíveis. A Arquidiocese de Campinas autorizou a retomada de Missas no dia 9 de agosto, e além das regras sanitárias já mencionadas, foi pedido para que o povo evitasse tocar imagens e o sacrário. A cidade de Campinas já havia visto um embate judicial pela retomada ou não de missas e de outros serviços religiosos em geral, quando o Ministério Público decretou que essas atividades colocavam os fiéis em risco de contaminação enquanto o muicípio estivesse na fase vermelha do Plano São Paulo. A decisão foi anulada quando Campinas progrediu para a faase amarela do Plano. O então prefeito Jonas Donizette (PSB) retirou a proibição imposta a pessoas com mais de 60 anos e passou apenas a recomendar que estas não frequentassem as igrejas. A Diocese de São José dos Campos, que autorizou o retorno do povo às missas em 15 de agosto, ordenou que as capelas do Santíssimo ficassem fecahdas e os sacrários com as hóstias consagradas ficassem no presbitério ou em outro lugar que evitasse a apróximação excessiva das pessoas. A procissão de entrada também deixou de ser realizada durante o período. Em abril de 2021, o Brasil assistiu a um grande embate judicial para se liberar ou não as celebrações religiosas, e para se decidir quem teria autonomia para se decretar a abertura e o fechamento das igrejas. Ao final, o Supremo Tribunal Federal decidiu que estados e municípios poderiam impor restrições a celebrações religiosas presenciais durante a pandemia. Ainda assim, em diversas regiões brasileiras pôde-se ver abuso de poder pelas autoridades contra a celebrações e a violação da liberdade religiosa.
No Chile, a Conferência Episcopal emitiu um documento chamado "Critérios para a celebração da Eucaristia e dos sacmentos de modo responsável", detalhando três fases para o retorno das missas. A etapa I consistia na celebração da missa a portas fechadas e sem a presença do povo; a etapa II consiste na missa com acesso controlado, de acordo com o número de participantes estipulado pelas autoridades sanitárias de cada região, podendo o responsável pela igreja deliberar um número menor que o permitido e com todas as regras de higiene já comentadas em outros países; e, por fim, a etapa III, que consiste na missa com participação aberta e não haja mais restrições, contando-se já com a vacina. O documento também orienta a celebração dos sacramentos Também no Peru, o retorno às missas foi tardio em relação aos outros países, e foi organizado em duas fases: no dia 2 de novembro, as igrejas puderam ser reabertas para oração, batizados, primeiras comunhões, dentre outas atividades, enquanto que as missas retornaram no dia 15 de novembro. Diversos cemitérios peruanos ficaram fechados nos dias 1º e 2 de novembro, dias de Todos os Santos e Finados, respectivamente, a fim de evitar aglomerações. A Conferência Episcopal Paraguaia, em conjunto com o Ministério do Interior, também estabeleceram medidas para o retorno do povo às celebrações eucarísticas a partir do dia 19 de maio. O arcebispo de Assunção, Dom Edmundo Valenzuela declarou: "Mais do que nunca, a Igreja precisa recuperar a experiência da comunidade. Não podemos viver de Eucaristias virtuais" O mesmo ocorreu na Argentina, porém, de modo regionalizado. No Uruguai, onde as missas foram suspensas de modo obrigatório pelo governo, a data de reabertura dos templos foi 19 de junho. A polêmica foi que o Congresso do país só foi se reunir para autorizar este retorno, no dia anterior. O governo uruguaio determinou que as celebrações não podem durar mais de 45 minutos, que se podia realizar apenas uma celebração por dia em cada local (incluindo matrimônios ou batismos), uso de máscaras e desinfecção das mãos com álcool gel. Após ser obrigada a fechar suas igrejas por medidas do governo, a Igreja Católica colombiana fez uma petição às autoridades, pedindo sua reabertura e afirmando que seria preparado um plano de retorno, como, por exemplo, a permanência de, no máximo, 30% da capacidade dos fiéis.

#### Ásia
Tendo tido um fechamento parcial das igrejas e posterior reabertura, dependendo da diocese, as Filipinas viram um novo aumento dos casos no início do segundo semestre de 2020, e em 1º de agosto algumas dessas dicoeses tiveram que novamente suspender as celebrações — Arquidiocese de Manila e as dioceses de Cubao e de de Parañaque. Na Coreia do Sul, foram instalados "confessionários anticovid" pela Arquidiocese de Seul na Catedral de Myeong-dong, que contam com sistema de ventilação especial, para evitar a transmissão do vírus pelo ar, e proteções de acrílico, para funcionarem como barreira entre o padre e o confessor, para evitar a exposição às gotículas. No Vietnã, o retorno das missas em algumas dioceses ocorreu no fim de abril. Medidas de segurança foram exigidas, e até mesmo a divisão dos fiéis por horário foi feita.

#### Europa
A Itália teve sinal verde do primeiro-ministro, Giuseppe Conte, para reabrir suas igrejas ao povo e permitir sua participação nas missas a partir do fim de maio. Um comitê técnico-científico foi montado para supervisionar a resposta do país ao curso da pandemia. Após a liberação, o Papa Francisco deixou de fazer suas lives diárias. No dia 17 de maio, o Papa Francisco postou em sua conta no Twitter que o retorno gradual das missas é um "sinal de esperança e um presente para toda a sociedade". Em Portugal, as missas puderam retornar em 30 de maio com os protocolos de segurança para os fiéis. Na Espanha, com a volta da "nova normalidade", como explica o padre José Ramón, pároco da igreja de São Romualdo, em Madri, as pessoas puderam voltar às missas com as precauções de segurança, já que "as pessoas têm desejo de vir celebrar a Missa presencialmente e de se confesarem com regularidade", diz ele.
| “ | Eu não tenho medo, o que tenho é muita vontade de voltar à missa.          | ” |
|   | — Paroquiana da igreja de São Romualdo, de Madri, em entrevista à RTVE.es. |   |

Na Alemanha, o governo de Angela Merkel autorizou a reabertura de pequenos shoppings e escolas antes das igrejas, levando o arcebispo de Colônia, Cardeal Rainer Maria Woelki, a emitir uma nota dizendo que "já passou da hora" de reabrir as igrejas de modo que o país já flexibilizava as medidas restritivas."As regras de higiene devem continuar a ser respeitadas, as regras de distanciamento e muito mais. Todos nós aprendemos coisas novas e também as praticaremos conscienciosamente. Mas os serviços devem agora ser permitidos novamente o mais rápido possível dentro de uma estrutura precisamente definida", afirmou Woelki. Ele também se reuniu com o primeiro-ministro da Renânia do Norte-Vestfália, Armin Laschet, estado alemão em que está localizada a Arquidiocese de Colônia, e agradeceu Laschet por seu compromisso em flexibilizar as restrições religiosas assim que possível. No Reino Unido, este foi  o período em que os católicos ficaram o maior tempo com sua liberdade religiosa restrita desde a Reforma Protestante. Uma pesquisa recente confirmou que a maioria dos católicos britânicos eram a favor do fechamento das igrejas durante o período de lockdown, e que 93% participaram de atividades religiosas online. A pesquisa também revelou que os católicos tinham menor propensão a participar das atividades religiosas de outras denominações do que os membros da Igreja Anglicana. "O que pode acontecer após o bloqueio, quando as igrejas forem reabertas (totalmente)? Muito mais da metade — 61% — disse que voltaria às missas na igreja, mas 35% disseram que usariam o serviço online às vezes se estivesse disponível. Parece haver pouco perigo de um êxodo em massa para o mundo virtual, com apenas 4% pensando em aderir às atividades principalmente ou inteiramente online", diz o relatório. Com a chegada da segunda onda de contágios na Europa, a Conferência dos Bispos Católicos da Inglaterra e do País de Gales voltou a suspender as celebrações nos dois países a partir de 5 de novembro, por no mínimo até 2 de dezembro. Apesar disso, as igrejas podem permanecer abertas para oração particular. Na Croácia, as celebrações públicas das Missas retornaram no início de maio, e com diversas regras de segurança, porém, com o diferencial de que o governo não estipulou o número máximo de participantes de acordo com a capacidade de cada igreja, mas apenas a exigência da distância mínima de dois metros em todas as direções. Na Irlanda, o retorno às missas ocorreu em 29 de junho, e que teve de ser restringido novamente pelo governo em setembro, devido a um novo aumento de casos de COVID. Houve polêmica, já que, naquele momento, Dublin era a única capital da Europa em que ainda não era possível participar de um serviço religioso. Mesmo assim, as igrejas permaneciam abertas para orações pessoais. Uma pesquisa realizada pelo Instituto cristão Iona quis mensurar qual foi a proporção de católicos irlandeses que retornaram ou não retornaram à igreja — a primeira desse tipo no país. Os resultados encontrados foram que, no período anterior à pandemia, cerca de 27% dos católicos frequentavam as missas de maneira regular, e, desse total, apenas 36% retornaram após o retorno das atividades religiosas. Entre os que não retornaram, 45% atribuíram isso ao medo do vírus, e 22% dizem ser devido à limitação do número de pessoas na igreja. Além dos 36% que já voltaram, 19% afirmaram que ainda não sabem se voltarão a frequentar, e 4% afirmaram que não voltarão.
| “ | O lado bom é que 36% das pessoas voltaram às missas, o que é provavelmente próximo do máximo devido às atuais restrições. Também é bom ver que uma grande maioria daqueles que compareciam à missa regularmente antes do surto quer voltar quando tudo isso acabar. O fato de que 19% dos católicos que participavam das Missas regularmente antes da COVID não sabem se vão voltar, e que 4% não vão voltar, é obviamente muito preocupante. É claro que a Igreja terá de organizar um esforço conjunto das paróquias para convidá-los a voltar. A Igreja não é nada se não for uma comunidade. Nós não podemos ser cristãos sozinhos. | ” |
|   | — John Murray, presidente do Instituto Iona. |   |

#### Oceania
Na cidade de Victoria Point, próxima a Brisbane, na Austrália, a paróquia de Santa Rita reabriu recebendo a participação da missa de Terry Latchford, um paroquiano de 101 anos, que foi anglicano até 40 anos atrás, mas se converteu ao catolicismo, e que disse que "não via a hora de voltar à missa". A Igreja Católica neozelandesa voltou a permitir a presença dos fiéis nas Missas a partir de 29 de maio, com diversas regras de segurança a serem seguidas. Os bispos do país redigiram uma carta comparando a situação do lockdown da pandemia a quando os primeiros cristãos tinham de ficar em seus recintos a portas fechadas.
| “ | Este ano, os cristãos de todo o mundo entraram em uma "sala fechada" devido à pandemia. Para alguns de vocês, isso possibilitou um momento abençoado de oração e reflexão. Para outros, foi um momento de reorientar e colocar a vida em ordem. Para alguns, a "sala fechada" gerou tensões familiares ou preocupações sobre um futuro emprego. Para outros, ainda esta foi uma época em que permitiram que sua fé vagasse. Agora a "sala fechada" de nossas igrejas está chegando ao fim. [...]. Os sacrifícios que fizemos como nação impediram o que vimos no exterior. À medida que emergimos de nossa "sala fechada" e retornamos às nossas igrejas e ao envolvimento da comunidade, aproveitamos esta oportunidade para agradecer aqueles que protegeram e apoiaram nossos doentes, vulneráveis e, na verdade, todos nós durante o bloqueio. Agradecemos a todos aqueles em nossas comunidades de fé que trabalharam incansavelmente para se conectar com os paroquianos oferecendo apoio espiritual. | ” |
|   | — Bispos neozelandeses em carta pastoral. |   |

## Violações da liberdade religiosa
Desde o início da pandemia, se multiplicaram denúncias de abuso de poder pelas autoridades civis e sanitárias, como interrupções de missas que seguiam à risca as normas recomendadas e até mesmo encerramento compulsório de transmissões por live streaming de missas sem a presença de fiéis. Em casos mais graves, países em que já era registrada perseguição aos cristãos passaram a registrar medidas ainda mais graves de perseguição a este grupo religioso. A suspensão provisória de Missas com a presença do povo e de outras formas cultos religiosos em praticamente todos os países do mundo foi acatada pela própria Igreja Católica, ao avaliar as circunstâncias de rápida propagação do coronavírus, mas, indo além do razoável, têm sido registrados atos questionáveis e desproporcionais por parte de autoridades.
Na República Popular da China, o governo comunista passou a suspender as atividades religiosas mesmo após a diminuição dos casos, levantando suspeitas nos meios de comunicação católicos de estar usando a pandemia como pretexto para perseguir os cristãos e banir a religião. Ao contrário do que tem sido feito em relação ao genocídio uigur, a prática do cristianismo foi permitida, mas com uma exigência bizarra: a de que as únicas Bíblias permitidas fossem aquelas impressas pelo Partido Comunista Chinês (PCC), que também precisa legalizar os templos. Em junho de 2020 surgiram denúncias de que o governo comunista chinês estava demolindo algumas igrejas e prendendo sacerdotes, incluindo o bispo Cui Tai, de 70 anos, que se recusou a aceitar a interferência da Associação Patriótica Católica Chinesa órgão do governo que quer construir uma igreja "cristã" sob o controle do Partido, e permaneceu fiel ao Vaticano, levando-o a ser submetido à prisão domiciliar, prisão comum e até a campo de trabalhos forçados. Desde 1993, passa longos períodos na punição para "reeducação" e é liberado para alguns feriados em casa. Denúncias de inúmeras ONGs ocorrem pelas redes sociais, e, com a pandemia, elas se tornaram mais frequentes na China. Os cidadãos têm dificuldades em fazer as denúncias chegarem ao restante do mundo porque o governo controla as redes sociais e vários sites usados no ocidente não funcionam no território chinês. No início de 2021 um novo fechamento de igrejas foi promovido pelo governo, e várias igrejas decidiram realizar as transmissões de forma online, mas o governo da província de Xantum, suspendeu todas as atividades online e instituiu a punição do fechamento da igreja quem desobedecesse a ordem. Nasceu aí o temor de que isso poderia se repetir pelo país. Outra demonstração do ódio das autoridades ao cristianismo é a proibição do uso de cruzes, e o PCC decidiu em março de 2021 demolir os templos que as usam, mesmo das igrejas que têm registro legalizado. A rádio Free Asia, agência de notícias financiada pelo governo dos Estados Unidos, relatou que no início de julho de 2020, as autoridades do condado de Yongjia, na província de Zhejiang, enviaram um guindaste e quase 100 trabalhadores para remover as cruzes que ficavam no alto de duas igrejas da localidade. Uma história semelhante foi relatada na província de Anhui. Também há notícias de igrejas que estão sendo transformadas em centros culturais para promover o socialismo, sob a alegação de não possuírem registro para funcionar como templos. Só na primeira metade de 2020, mais de 900 cruzes foram removidas de igrejas. No geral, religiosos apontam que a perseguição, que já era intensa, piorou durante a pandemia de coronavírus.
No Brasil ocorreram casos de abuso de poder por autoridades. Esse foi o caso do município de Botuverá, estado de Santa Catarina, onde agentes da Vigilância Sanitária acompanhados por policiais militares interromperam a celebração de uma missa de crisma no dia 28 de novembro de 2020, presidida pelo arcebispo de Florianópolis, Dom Wilson Tadeu Jönck, o qual afirmou que após um entendimento, os participantes conseguiram receber o sacramento da Crisma, no entanto, as autoridades ameaçaram usar a força policial para finalizar a Missa, e então, na hora da Comunhão, o arcebispo resolveu terminar a celebração e seguiu para a oração final. Todos, portanto, foram embora sem receber a Eucaristia. A prefeitura lançou uma nota no dia 30 de novembro explicando que a medida se baseou em uma portaria da Secretaria Estadual de Saúde, que determinava a proibição de realização de eventos sociais em regiões com Risco Potencial Gravíssimo, como é o caso da área em que a paróquia está localizada. O problema nisso foi a classificação da missa como "evento social" e não cerimônia religiosa, já que há outro instrumento normativo do governo do estado que estabelece diretrizes específicas para celebrações religiosas. Esta norma determina que a lotação máxima autorizada nas igrejas deve se restringir a 30% da capacidade do local – medida que estava sendo observada pela Paróquia São José. A própria prefeitura reconheceu que o padre Riffel, pároco, havia conseguido a autorização para a realização da missa a partir das precauções necessárias. A celebração foi realizada no salão paroquial para promover maior distanciamento social. O pároco também afirmou que dois dias antes da celebração, agentes da Vigilância Sanitária visitaram o salão e ajudaram a organizar o espaço para torná-lo mais seguro contra eventuais transmissões da doença. No dia da celebração, ele recebeu mensagem pelo WhatsApp, de um dos agentes, informando que a missa não poderia mais ocorrer. Ele, então, procurou o prefeito da cidade, que permitiu a realização. O episódio foi criticado por diversos juristas brasileiros.
| “ | Devo dizer que, pessoalmente, a parte que mais me feriu foi a ordem de interromper a missa. E foram repetidas ameaças de que iriam entrar e acabar com a celebração. Preciso dizer que a celebração da missa não se interrompe na metade. Nos mais de 40 anos de sacerdócio, isto nunca me aconteceu. Causa revolta, quando o argumento usado é de que pelo fato de a missa ser celebrada no salão ela se tornava um evento e este era proibido. Ora, se não se consegue ver a diferença entre uma missa e um baile de carnaval, se torna difícil conversar. Havia uma insistência para se achar um motivo para implicar. Sinceramente, não consigo encontrar o motivo para tal implicância. Mas deve haver um motivo. | ” |
|   | — Dom Wilson Tadeu Jönck, arcebispo de Florianópolis. |   |

Ainda no Brasil, as violações ocorreram também em outros lugares, e não se restringiram apenas à Igreja Católica. No dia 24 de março de 2020, uma igreja anglicana da cidade de Poços de Caldas, em Minas Gerais, que estava de portas fechadas e cumprindo as restrições, também foi obrigada a encerrar uma transmissão online que incluía apenas o bispo celebrante e quatro fiéis que auxiliavam na transmissão. As normas da prefeitura que incluíam a suspensão de missas presenciais não citavam nada sobre transmissões por live streaming. O mesmo aconteceu durante a transmissão da vigília pascal da Paróquia Santa Luzia de Duartina, São Paulo, quando fiscais da prefeitura obrigaram o padre a encerrar a missa durante a celebração. A igreja estava vazia e a portas fechadas, apenas com a equipe de liturgia e transmissão, o que é possível conferir nos vídeos publicados em redes sociais. A Diocese de Bauru, à qual a paróquia pertence, lançou um comunicado de repúdio e afirmou que tomará as medidas judiciais cabíveis. Um relatório preparado pela Associação Nacional dos Juristas Evangélicos (Anajure) analisou a constitucionalidade de 46 decretos e constatou que ao menos 12 deles feriam regras mínimas da liberdade religiosa no Brasil, especialmente após o governo federal listar a atividade religiosa como serviço essencial na pandemia. De acordo com o relatório, os estados do Ceará, Goiás, Mato Grosso, Pará, Paraíba, Piauí, Rondônia, Roraima, Santa Catarina, os municípios de Aracaju e Palmas, além do Distrito Federal, expediram decretos que ofendem a liberdade religiosa. Um caso em Forquilhinha, Santa Catarina, repercutiu nas redes sociais e gerou críticas às medidas do governador Carlos Moisés (PSL), em que a Polícia Militar da cidade teria interrompido uma espécie de culto doméstico entre cinco pessoas da mesma família. Em Goiás, um decreto expedido pelo governo fixou medidas de higiene já preconizadas pelas autoridades sanitárias e estabeleceu que cerimônias só podem ser realizadas, no máximo, duas vezes na semana. Sendo uma deles, obrigatoriamente, aos domingos. Segundo Uziel Santana, advogado da Anajure, a determinação é inconstitucional, pois "não cabe ao poder público dizer o dia em que uma organização religiosa deve fazer sua celebração. Muitos protestantes se reúnem no sábado, por exemplo, e tem igrejas que domingo é o dia do Senhor, e ponto. Existem outras religiões que podem entender que a sexta é o dia. Vamos interferir nisso?", questiona ele. "A quantidade e dia de cultos, ora, isso depende da religião, não do Estado". Enquanto isso, a capital sul-matogrossense, Campo Grande, extrapolou os limites ameaçando cassar o alvará de funcionamento de igrejas que tenham celebrações com mais de 20 pessoas. Os advogados rechaçaram decretos cujos termos são amplos e carecem de clareza, pois estes dão margem a interpretações que geram em proibições indevidas, como no Distrito Federal. "Nesse decreto, apenas se suspende, genericamente, a realização de cultos, sem excepcionar tais casos que não geram aglomeração nem, portanto, risco de contágio". Nos estados de Santa Catarina e de Sergipe, os respectivos governadores Carlos Moisés e Belivaldo Chagas geraram revolta entre os católicos: o primeiro em abirl e o segundo em junho de 2020, ao publicarem uma normativa que determinava que "os elementos partilhados deverão estar pré-embalados", ou seja, referindo-se às hóstias utilizadas no momento da Comunhão; isso foi considerado profanação da Eucaristia. O arcebispo de Aracaju, Dom João José da Costa, também foi criticado por não reagir à medida do governador. O Regional Sul 4, que corresponde às dioceses e arquidioceses de Santa Catarina afirmou não ter sido consultada pelo governador antes da publicação da medida.
A Argentina assistiu à uma polêmica no dia 1º de maio de 2021, quando dois policiais tentaram encerrar a realização de uma Missa de primeira comunhão celebrada ao ar livre da paróquia Corpus Christi, no município de Temperley, região metropolitana de Buenos Aires, porém, o padre explicou aos policiais que a legislação permitia reuniões religiosas ao ar livre com até 30% da capacidade do local, medida esta que estava sendo observada. Os meios de comunicação católicos especularam que o episódio foi um "retrato fiel do estado de confusão" na área metropolitana em relação às restrições preventivas para neutralizar o impacto da segunda onda da COVID, de modo que as restrições que as impediam haviam-se findado no dia anterior. Em Londres, Reino Unido, ocorreu a interrupção de uma missa na Sexta-feira Santa de 2021 pela polícia britânica, quando as missas já haviam sido liberadas para a presença do povo. A polícia ameaçou multar os presentes em £200 cada e até de prendê-los. A paróquia, que é parte da missão católica polonesa no Reino Unido, afirmou que todos os protocolos sanitários estavam sendo seguidos.
Na França, o padre Philippe de Maistre foi levado à delegacia por três policiais na igreja de Saint-André-de-l’Europe, em Paris, no dia 19 de abril de 2020, por estar celebrando uma missa a portas fechadas, na presença de apenas uma equipe para auxiliá-lo na transmissão, que era permitido pelas normas vigentes da quarentena. Além da ação truculenta, os policiais ainda fizeram algo proibido pela legislação francesa: entraram armados na igreja. O arcebispo de Paris, Dom Michel Aupetit, reagiu com firmeza diante do ocorrido, afirmando que "É preciso parar este circo". O país também assistiu a protestos de milhares de católicos de diversas cidades nos dias 14 e 15 de novembro de 2020, em decorrência da proibição imposta pelo presidente Emmanuel Macron aos serviços religiosos com a presença do público, que clamavam pelo retorno do povo às missa. A proibição foi declarada durante a segunda onda de contágios da doença, durante o último de trimeste de 2020. As manifestações foram pacíficas, e o povo se reuniu nas ruas para fazer orações, cantos e vigílias em frente a igrejas e catedrais. Os bispos franceses entraram com um recurso perante o Conselho de Estado para solicitar a reconsideração desta medida, indicando que viola a liberdade de culto. No entanto, o pedido foi rejeitado. Na primeira manifestação, realizada em Nantes, cerca de 600 pessoas participaram, e depois as demonstrações de descontentamento se expandiram para Lyon, Versalhes, Paris, Bordeaux, Toulouse, Marselha, Estrasburgo e Reims, entre outras cidades. Com faixas e cartazes os manifestantes gritavam Macron, la messe nous la voulons! (em português:  Macron, queremos missa!). O Ministro do Interior, Gérald Darmanin, ameaçou multar os manifestantes, mas, por fim, reuniu-se no dia 16 de novembro com os representantes dos principais cultos religiosos para discutir "as condições em que as cerimônias poderão voltar a ser realizadas de acordo com a evolução da situação de saúde". Enquanto isso, o Presidente do Senado, Gérard Larcher, foi favorável à celebração das Missas, mas com a condição de que "as condições sanitárias sejam respeitadas", já que a liberdade religiosa é "uma liberdade fundamental e o governo deve estar atento a ela". Ao fim de novembro de 2020 os bispos franceses passaram a criticar o governo do presidente Emmanuel Macron, devido a descisões arbitrárias e sem embasamento científico para restringir a realização de cerimônias religiosas, como, por exemplo, estipular que o número máximo de pessoas permitidas nas missas era de apenas 30 pessoas, independentemente do tamanho e da capacidade do templo em questão, enquanto que a sugestão da conferência episcopal havia sido de um limite de ⅓ da capacidade do templo. A determinação gerou críticas de bispos de várias dioceses do país, e, diante da insustentabilidade lógica destas decisões arbitrárias, o presidente Macron declarou ao presidente da Conferência Episcopal Francesa em 24 de novembro que revisaria esse limite de pessoas, e que as novas regras seriam divulgadas em 26 de novembro. No entanto, no dia estipulado o Ministro do Interior confirmou que seria mantido o limite arbitrário de 30 pessoas por culto. O bispo de Perpignan, Dom Norbet Turini, determinou aos sacerdotes de sua diocese que não deveriam acatar a limitação do governo, e ainda afirmou: "Eu assumo a inteira responsabilidade. Se for necessário, responderei pessoalmente diante dos poderes públicos". Ainda assim, ele pediu aos presbíteros que mantenham todas as precauções sanitárias "que nós temos respeitado escrupulosamente". Os bispos de Toulouse e de Versalhes fizeram declarações semelhantes, e outros vários afirmaram que não hesitariam em recorrer ao Conselho de Estado. Dom Luc Ravel, arcebispo de Estrasburgo, descreveu a postura do governo como "diálogo de surdos", dado o "hábito governamental de nunca levar em conta as propostas do episcopado francês".
| “ | Trinta pessoas é muito pouco numa grande catedral e é gente demais numa pequena capela. Este mesmo bom senso, porém, brilhou por sua ausência nos desmandos autoritários governamentais, muito embora as autoridades tenham passado o ano inteiro enchendo a boca para proclamar que se regem somente por 'critérios científicos'. | ” |
|   | — Dom Matthieu Rougé, bispo de Nanterre. |   |

| “ | Os católicos questionaram o governo sobre a proibição das Missas neste tempo de novo confinamento. Os católicos exigem respeito pela liberdade de culto católico. | ” |
|   | — Grupo Protège ton Église (Protege a tua Igreja). |   |

Na Grécia, outra medida absurda: as igrejas foram proibidas de tocar seus sinos para que a população "não tenha vontade de ir à missa". Na Itália, houve polêmica quando o primeiro-ministro, Giuseppe Conte, autorizou a reabertura de setores da indústria, do comércio e dos serviços, canteiros de obras, esportes de equipe, museus e bibliotecas, mas não das igrejas, afirmando que são "lugares propícios para o contágio". Após isso, o bispo de Ascoli Piceno, Dom Giovanni D’Ercole, ganhou repercussão nas redes sociais por sua resposta a Conte:
| “ | É necessário olhar com objetividade. A igreja não é lugar de contágio! Não se pode passar essa ideia! Como dado científico, quem foi que disse que a igreja é lugar de contágio? Nós somos pessoas sérias. Nós nos preocupamos com a saúde das pessoas. É um direito das pessoas ir à igreja. Por isso, é arbitrário, é uma ditadura impedir o culto, porque ele é um dos direitos fundamentais. Não dá para fazer concessões quanto a isso. Funerais, vocês nos obrigaram a fazê-los como de cachorros jogados fora. As pessoas sofreram: quinze pessoas para um funeral. Deixem-nos em paz! Nós sabemos administrar isso. Está no nosso coração o amor pelas pessoas. Nós não somos levianos. Os nossos padres demonstraram que são sérios. Tem que ser reconhecido o nosso direito ao culto, e, se não for, nós o faremos valer. E o faremos valer porque é nosso direito. Se eu consigo manter a calma entre as pessoas, é só porque amo este povo, mas as pessoas estão cansadas! Ajudar as pessoas com a oração é deixá-las mais calmas. Vocês sabem quantas pessoas recorrem a nós com distúrbios psicológicos neste momento. Não conseguem mais viver em “lockdown”. Nós precisamos recuperar espaços de liberdade, e a Igreja, além de ser espaço de liberdade e também espaço de esperança, é o laboratório em que procuramos construir um futuro melhor para todos, inclusive para quem nos odeia e para quem não acredita na Igreja. Não precisamos de favores de vocês [do governo]. Só temos um direito a reivindicar e este direito tem que ser reconhecido não porque nós o estejamos reivindicando, mas porque ele é nosso. Mas esse papelão que vocês fizeram diante do mundo inteiro precisa ser consertado, com um gesto de simples restituição de dignidade e de direito. | ” |
|   | — Dom Giovanni D’Ercole, bispo de Ascoli Piceno. |   |

## Celebrações nos meios de comunicação
A suspensão de missas em diversas dioceses forçou as pessoas a procurarem missas online, e de acordo com dados do Google Analytics, a estimativa é que a audiência das emissoras tenha crescido em 300% no meio digital. O coordenador da Signis Brasil TV e funcionário da Associação Evangelizar é Preciso, Geizom Sokacheski, explica que as emissoras católicas de TV e rádio têm atingido diariamente índices de audiência elevados. "Canais até então menos assistidos tem superado canais que antes tinham posições acima em algumas faixas de horários", ressalta. Um bom exemplo desta alavancada na audiência das emissoras católicas do Brasil, foi o índice que a TV Aparecida alcançou no dia 29 de março de 2020, cravando a terceira colocação no horário da transmissão da Missa do Santuário de Aparecida, e ficando atrás apenas da Rede Globo e do SBT. A TV Cultura, que transmitia a mesma missa no horário, ficou em quarto lugar. Se somadas as audiências da TV Aparecida e da TV Cultura, a missa de Aparecida ficou em segundo lugar na audiência, ou seja, à frente do SBT, e atrás apenas da Globo.
O bispo Dode Gjerjii, do Kosovo, decidiu tentar alcançar os fiéis, que não podiam participar das missas, pedindo assim ajuda com equipamento para transmissão da missa dominical da Catedral Madre Teresa, em Pristina. Em uma transmissão da missa em albanês, havia mais de 50.000 pessoas conectadas. Enquanto isso, na África, a Rádio Maria encoraja as famílias a se tornarem uma "igreja doméstica" durante a pandemia e intensificar as orações. Em diversos países, as emissoras de TV aumentaram sua programação religiosa para suprir a dispensa do preceito dominical dos fiéis, e muitas tiveram recordes de audiência com essas transmissões. Um outro bom exemplo foi a Espanha, onde o canal La 2 alcançou 14,3% do share com a transmissão da Santa Missa no dia 15 de março de 2020. As comunidades autônomas que alcançaram a maior participação de audiência foram Castela e Leão (28,4%), Aragão (24,5%) e Castela-Mancha. A emissora Trece, pertencente à Conferência Episcopal Espanhola, alcançou a marca histórica de 5,8% do share com a transmissão do Rosário do Papa Francisco. Antes da quaretena, a audiência dessa emissora era de cerca de 100.000 espectadores, passando para 455.000 no dia 15 de março de 2020, e passando para 573.000 no domingo posterior.

## Impactos econômicos
Com a suspensão dos serviços católicos por todo o mundo, diversas paróquias passaram a enfrentar dificuldades financeiras, devido à redução das ofertas e do dízimo. As paróquias costumam ter diversos gastos, que acabaram por ser comprometidos, como contas de água, luz, telefone e internet; salário dos secretários e outros funcionários; materiais de limpeza e higiene; equipamentos de segurança; conservação da igreja e de patrimônios; construções; reformas; folhetos, manutenção dos serviços pastorais e caritativos e objetos para os ritos litúrgicos (hóstias, vinhos, cálices, patenas). Algumas paróquias, principalmente aquelas situadas em regiões mais pobres, começam a sofrer com as dificuldades financeiras, o que inviabiliza a prestação de alguns serviços, comprometendo até mesmo o emprego dos colaboradores. Em países onde a miséria está mais alastrada, a coleta da missa de domingo significa a sobrevivência da paróquia. Esse dinheiro normalmente é utilizado na compra de alimentos como galinhas, legumes, arroz – e a única fonte de alimento para o padre, para as freiras, para abastecer a motocicleta usada para visitar os doentes, ou mesmo para ajudar os paroquianos mais pobres.
As igrejas pertencentes à Arquidiocese de Olinda e Recife, no Brasil, tiveram uma diminuição de até 60% de suas arrecadações. Muitas igrejas tiveram de recorrer à venda de alimentos, confecção de máscaras e velas ou se aproveitando da proximidade das festas juninas para vender comidas típicas. Outras paróquias passaram a incentivar as doações online, como transferência bancária ou aplicativo nos Smartphones, ou ainda a entrega do dinheiro por meio de um envelope e o trabalho da Pastoral do Dízimo no contato com os dizimistas.
A queda de arrecadação e a redução do número de turistas afetou diretamente o Vaticano, levando o Papa Francisco a cortar salários de funcionários, incluindo aqueles do alto escalão da Santa Sé. Em carta apostólica publicada no dia 24 de março de 2021, o Pontífice informou que, a partir de 1º de abril, os salários dos cardeais seriam reduzidos em 10%, os dos chefes e secretários de ministérios em 8%, e os dos clérigos e religiosos em 3%. Aumentos de salários para funcionários de nível 4 e superiores também foram suspensos pelo período de dois anos. O site Vatican News informou que o Papa considera que as despesas devem ser contidas e que a intervenção dos salários foi feita "segundo critérios de proporcionalidade e progressividade" com ajustes que afetam especialmente os clérigos, os religiosos e os níveis mais altos de remuneração. A decisão foi tomada para se evitar demissões e em razão do "déficit que há vários anos marca a gestão econômica da Santa Sé" e, sobretudo, pela situação provocada pela pandemia, "que afetou negativamente todas as fontes de receitas da Santa Sé", as quais incluem queda nas doações de fiéis (25%), perda líquida de receita dos Museus do Vaticano (85%) e às reduções de aluguéis para empresas em crise causada pela pandemia. Para se ter uma dimensão do impacto econômico que a Cúria Romana, e as 60 entidades administradas por ela, sofreram com a pandemia, o déficit registrado em 2019 foi de € 11 milhões, enquanto que o de 2020 foi para a casa dos € 90 milhões.